# Gaspard Gresly
Gaspard Gresly (ou Gaspard de Grésely) est un peintre bisontin né à l'Isle-sur-le-Doubs le 1er août 1712 et mort à Besançon le 18 février 1756.

## Biographie
La vie de Gaspard Gresly est mal connue. Il possédait à Besançon un atelier de peinture. Probablement vers 1752, il a voyagé à Paris, où il a rencontré le comte de Caylus, célèbre collectionneur d'antiques et amateur d'estampes, et demeure dans son entourage jusqu'en 1756.
Réputé en Franche-Comté, Gaspard Gresly est collectionné dès le XVIIIe siècle par une clientèle avertie. Ses trompe-l'œil figurent dans certains cabinets d'amateurs. Il reçoit également des commandes de notables parisiens.
En 1751, Gaspard Gresly épouse à Besançon Anne-Françoise Fraichot, fille du peintre Pierre Antoine Fraichot,.
Gaspard Gresly avait un frère, également peintre, appelé Nicolas (1724-après 1780).

## Œuvre peint

### Scènes de genre
De nombreuses toiles de Gaspard Gresly dépeignent des scènes de vie quotidienne. L'une de ses spécialités est la représentation des petits commerces de la rue, souvent idéalisés pour être plaisant à l'oeil. Il figure ainsi une charmante Marchande de cerise ou encore une Marchande de dentelles. Ces peintures s'inspirent d'un répertoire d'estampes figurant des vendeurs à la criée, connues notamment sous le nom de Cris de Paris, très appréciées au XVIIIe siècle.
Les mêmes personnages sont récurrents dans son œuvre. Il accorde une certaine attention aux scènes d'enfance, qui transparaît notamment dans Les Bulles de savon ou dans Les Mangeurs de gaudes.
Le peintre apprécie tout particulièrement les effets lumineux et se plait à peindre des scènes nocturnes dans lesquelles les personnages s'éclairent à l'aide d'une bougie ou d'une lanterne de papier, ce qui lui permet de déployer de virtuose effets de contre-jour.

### Trompe-l’œil
Gaspard Gresly s'illustre dans l'art du trompe-l’œil peint, genre hérité de la peinture nordique du XVIIIe siècle. Sa spécialité consiste à figurer des estampes accrochées sur des parois de sapin, clouées ou collées à la cire rouge. Dans ses peintures, l'artiste reproduit des gravures célèbres, souvent abimées, œuvres d'artiste contemporains (Pierre-Alexandre Aveline) ou de maîtres des siècles précédents (Jacques Callot, Pierre-Paul Rubens, Frans Hals, Pérelle). L'artiste intègre souvent sa propre signature "Gresly pinxit" dans la lettre de l'estampe, jouant habillement sur l'ambiguïté du trompe-l’œil : il est à la fois le peintre qui copie l'estampe et celui qui créé le tableau tout entier.
Les mêmes accessoires (almanach Dieu soit Beny, pochette brodée, etc.) se retrouvent d'une toile à l'autre, qui proposent souvent des déclinaisons ou des variantes de compositions similaires.

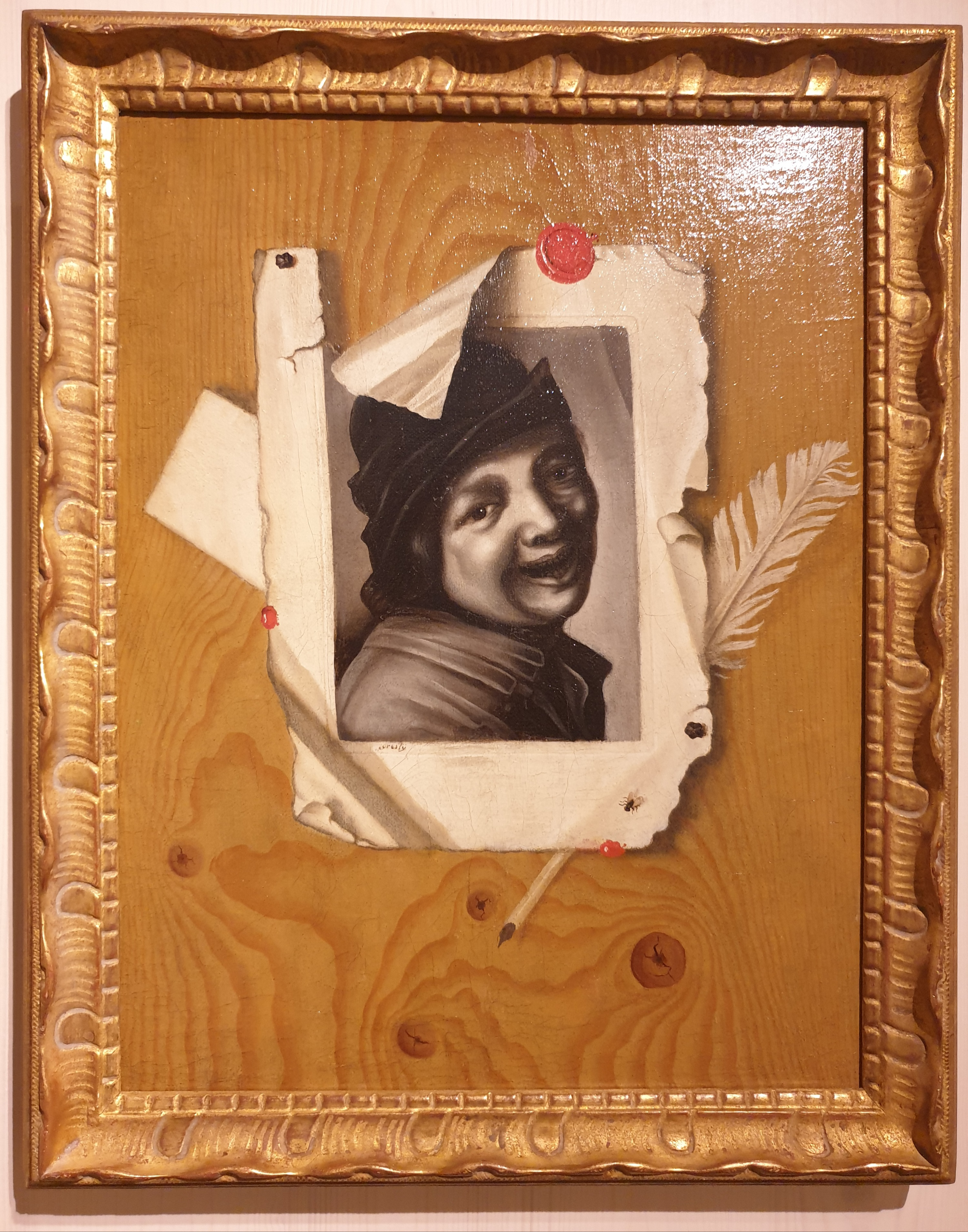
Trompe-l’œil à la gravure du Rieur (d'après Frans Hals), v. 1740.
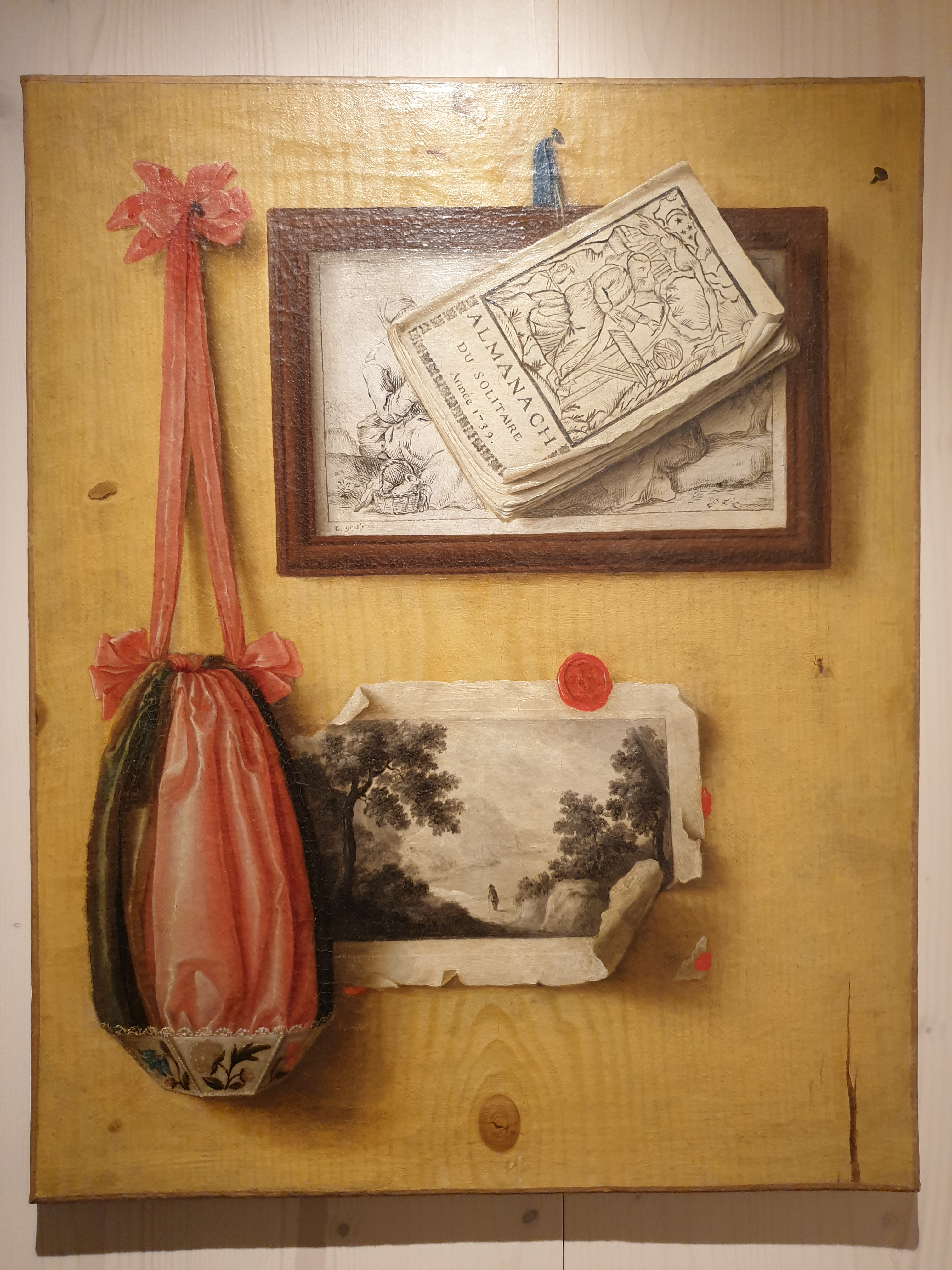
Trompe-l’œil à l'almanach, aux gravures et à la bourse, 1739.
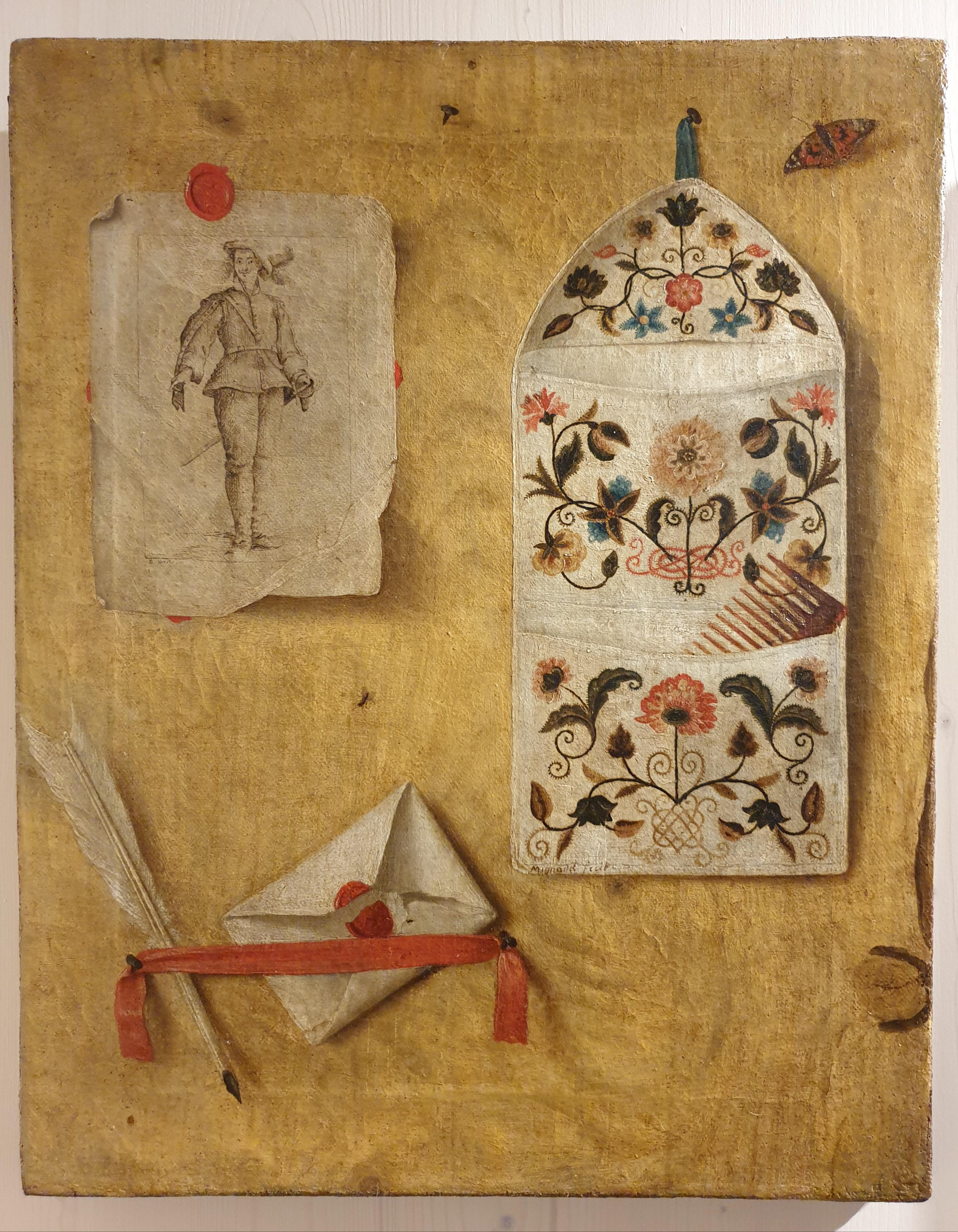
Trompe-l'œil à la lettre décachetée, à la gravure (inspirée de Callot) et au vide-poche brodé.
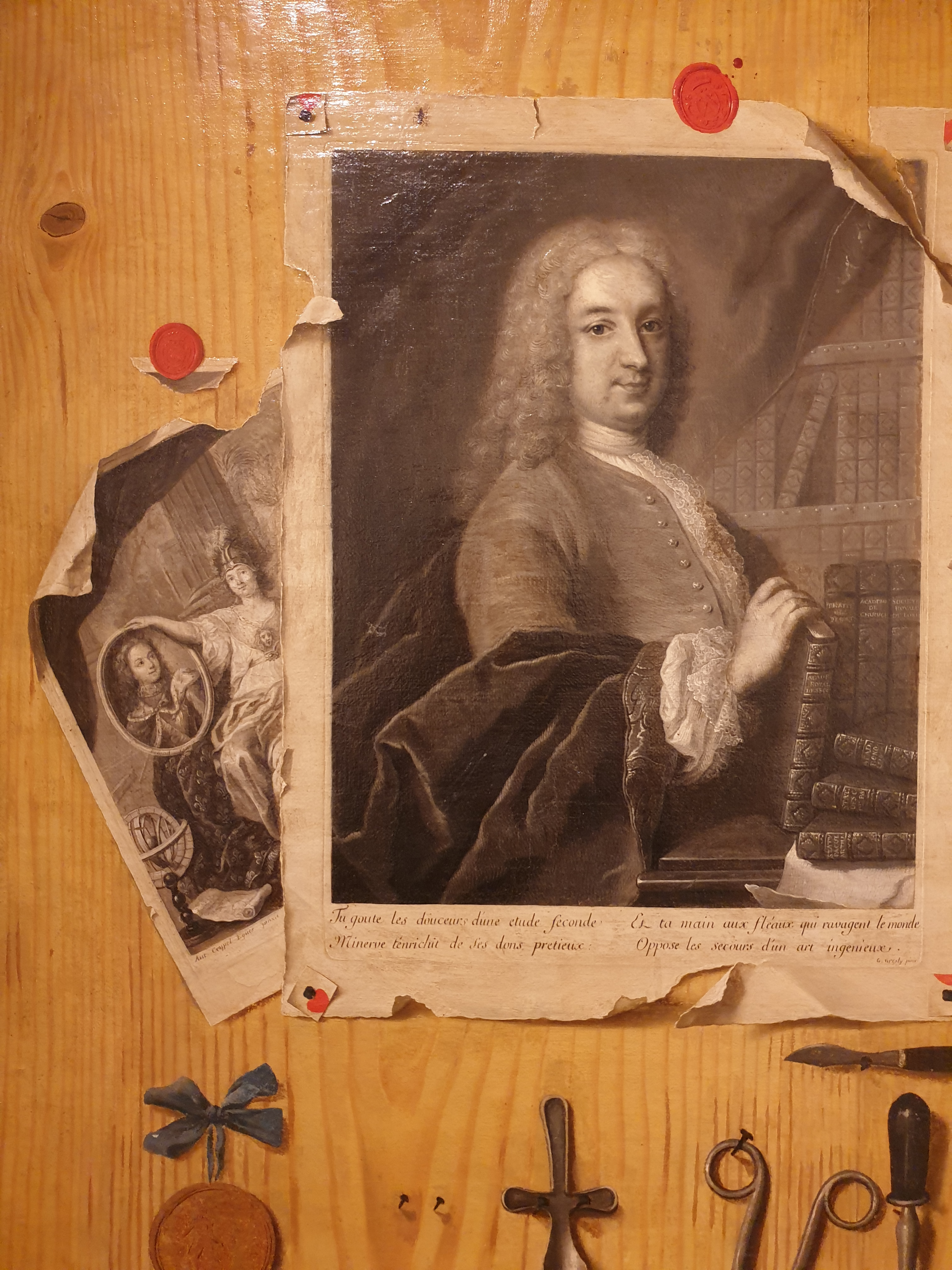
Trompe-l’œil au portrait du chirurgien Le Cat, vers 1752.
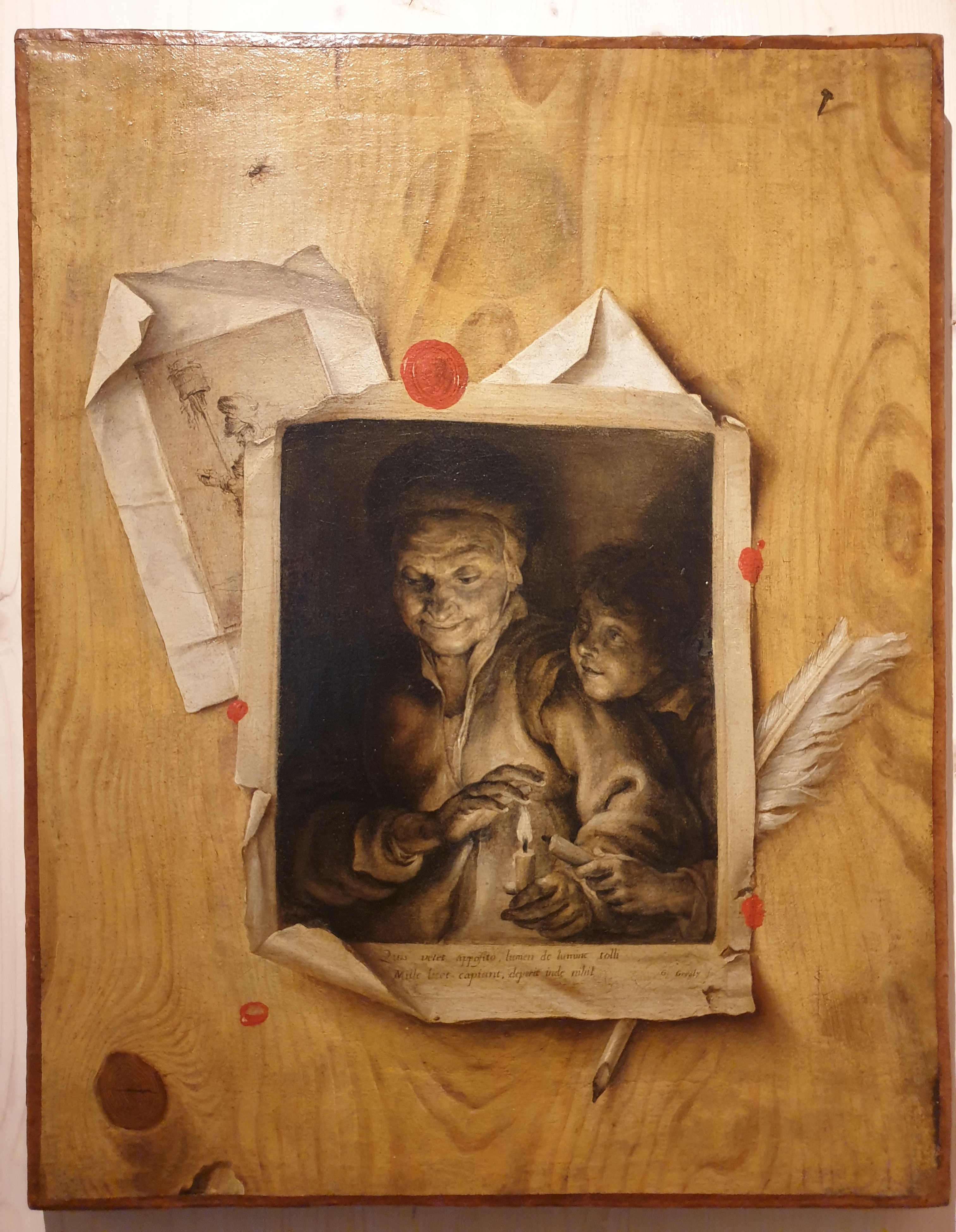
Trompe-l’œil à la gravure de la vieille femme à la chandelle (d'après Rubens), 1750.

Peintes pour le marché de l'art, ces œuvres étaient souvent vendues en paires. Certaines de ses créations présentent au contraire des spécificités qui relèvent d'une personnalisation pour un commanditaire précis. Ainsi, plusieurs tableaux dépeignent des enveloppes où figure le nom du propriétaire, tels le Trompe l’œil à la gravure de Téniers dédié à M. Chalus de Vérin ou le trompe l'œil aux gravures avec une lettre adressée à Soisson d'Arc. Autour de 1752, Gilles Vachet, chirurgien à Besançon, lui commande un tableau dont le morceau central est le portrait du chirurgien rouennais Claude Nicolas Le Cat, gravé par Jean-Georges Wille.
Destinées à surprendre le regard par le trouble qu'occasionne l'illusion, ces trompe-l'œil ont également une portée morale : ils rappellent le caractère éphémère de la vie humaine, forment des allégories, etc. Plusieurs de ses compositions dissimulent des jeux d'esprit et des rébus.
Gaspart Gresly réalise également plusieurs trompe-l’œil au verre brisé, dans lesquels il imite une estampe encadrée dont la vitre se serait cassée.

## Collections publiques
Le musée des Beaux-Arts et d'Archéologie de Besançon, le musée de Brou à Bourg-en-Bresse, le musée des Beaux-Arts de Dijon et le musée des Beaux-Arts de Béziers conservent des œuvres de Gaspard Gresly.
De nombreuses autres œuvres de Gaspard Gresly se trouvent actuellement en collections particulières.